# Encyclopedia (album)
Encyclopedia è il terzo album in studio del gruppo musicale statunitense The Drums, pubblicato nel 2014.

## Tracce
1. Magic Mountain – 4:05 (Jonny Pierce, Jacob Graham)
2. I Can't Pretend – 4:49 (Pierce, Graham, Johnny Aries)
3. I Hope Time Doesn't Change Him – 4:43 (Pierce, Graham, Aries)
4. Kiss Me Again – 3:45 (Pierce)
5. Let Me – 4:33 (Pierce)
6. Break My Heart – 3:29 (Pierce, Graham, Aries)
7. Face of God – 4:01 (Pierce)
8. U.S. National Park – 3:11 (Pierce, Graham, Aries)
9. Deep In My Heart – 3:50 (Pierce)
10. Bell Laboratories – 2:45 (Pierce, Graham)
11. There Is Nothing Left – 4:07 (Pierce, Graham)
12. Wild Geese – 5:15 (Graham)